# Lagonda Taraf
La Lagonda Taraf est une berline de luxe britannique qui fut commercialisée de 2015 à 2016 par la marque Lagonda.
Dérivée de l'Aston Martin Rapide et propulsée par le même moteur V12, elle est construite en une petite série strictement limitée à 200 exemplaires et en priorité destinée aux pays du Golfe.

## Contexte et développement
En février 2015 Aston Martin annonce que la berline Lagonda sera disponible dans le monde entier en conduite à gauche ou à droite. On a pu la voir chez le prestigieux concessionnaire londonien H.R Owen à partir de 696 000 livres soit près d'un million d'euros, soit la troisième voiture la plus chère du groupe après la One-77 (1,5 million d'euros) et la Vulcan (2,5 millions d'euros).
En 2023, plusieurs modèles ont été mis aux enchères via la grande maison de vente Bonhams, avec un prix final, bien inférieur au prix du neuf ,.
Finalement, il n'y aura qu'une centaine de voitures produites, environ 120 sur les 200 prévues.

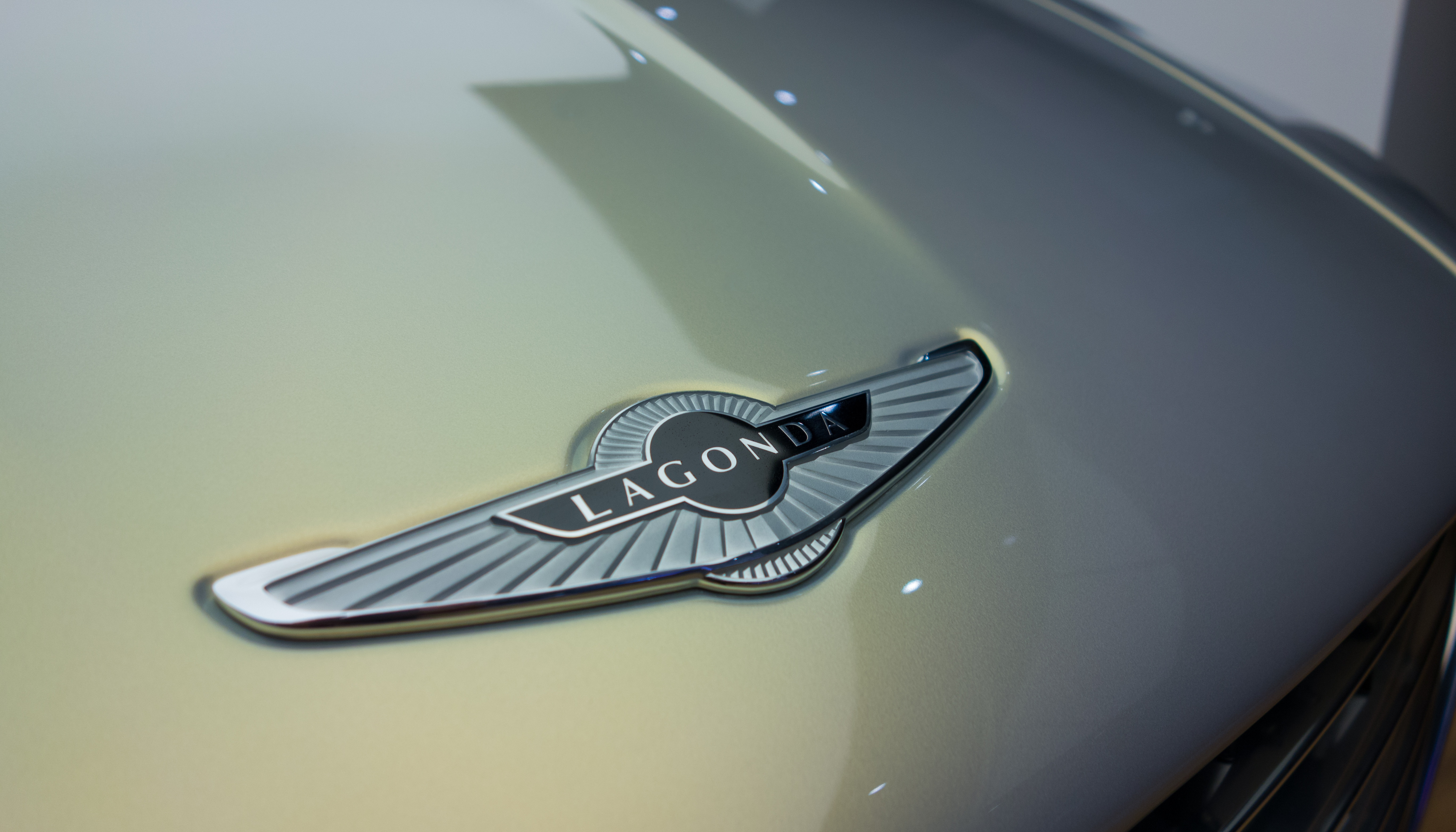
Logo Lagonda.
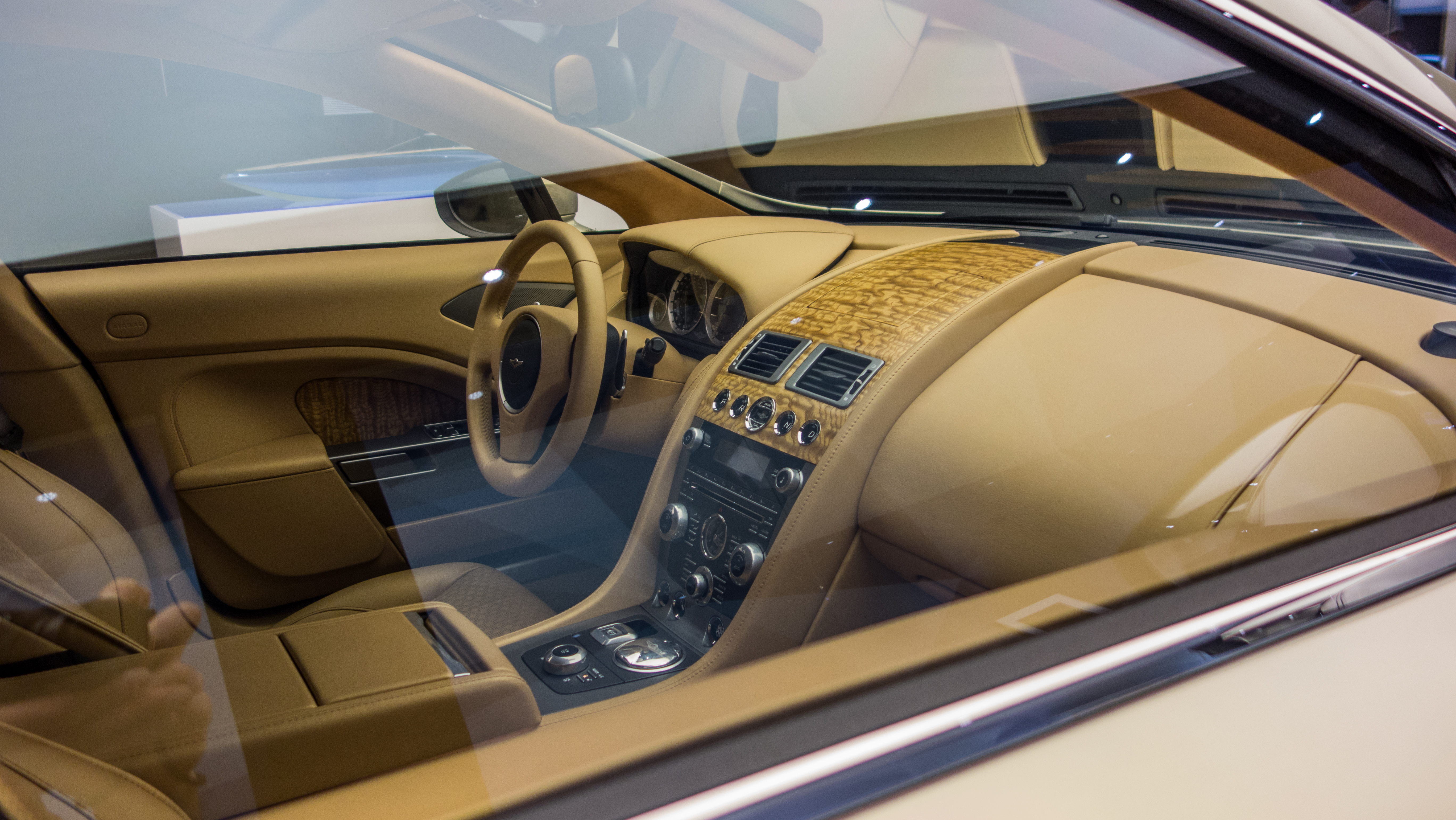
Vue de l'intérieur.
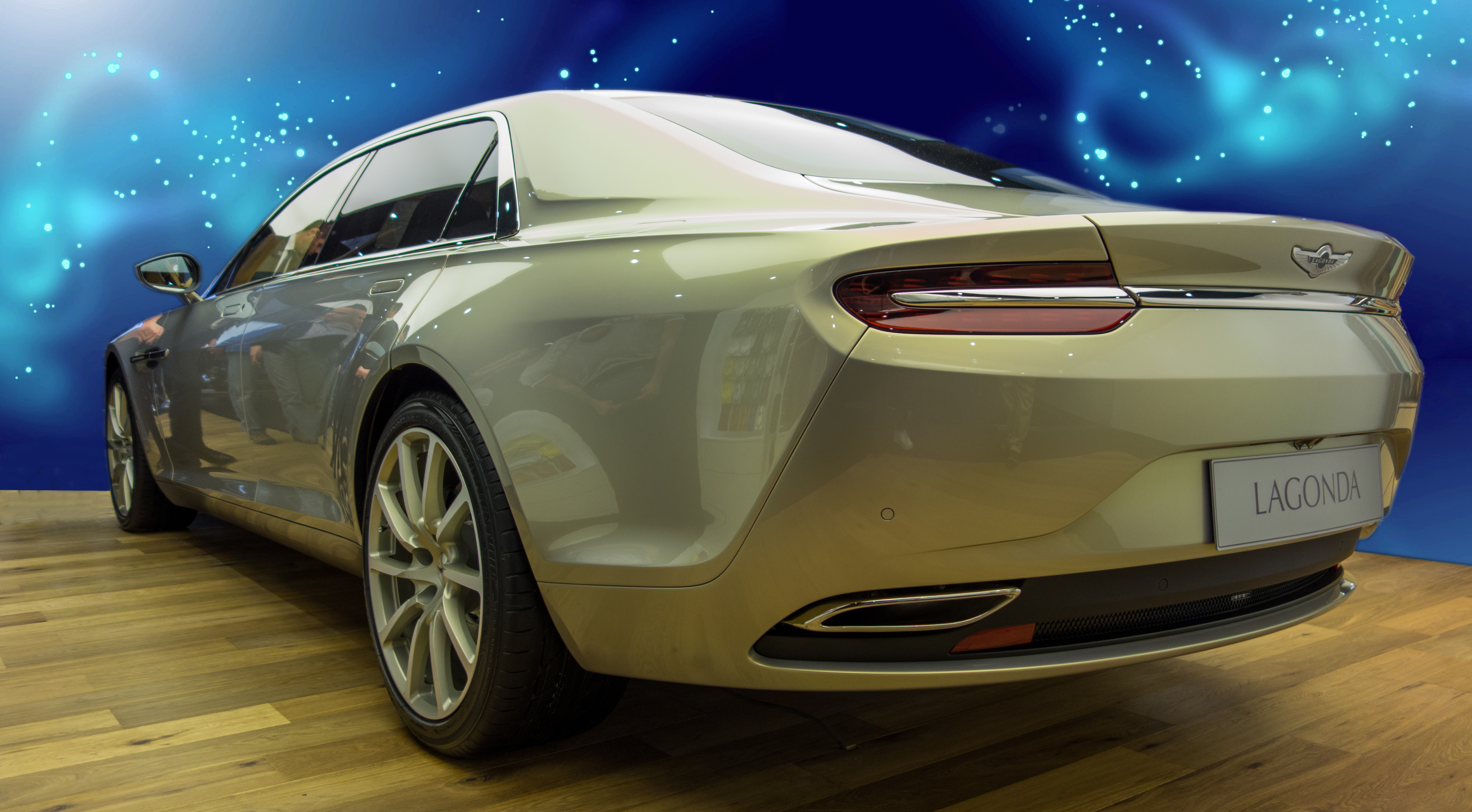
Vue arrière.

## Sources
1. ↑  François Pinson (Speed), « Lagonda Taraf : ne l'appelez pas Aston Martin », sur SPEEDFANS, 13 novembre 2014 (consulté le 11 août 2024)
2. ↑  « Aston Martin Lagonda Taraf : lancée en Europe pour 1 million d’euros », sur tf1, 18 août 2015 (consulté le 28 avril 2016)
3. ↑  (en) « Bonhams Cars : 2015 Lagonda Taraf Chassis no. SCFTMDCS4FGS50013 », sur cars.bonhams.com (consulté le 11 août 2024)
4. ↑  (en) « Bonhams Cars : 2015 Lagonda Taraf Sports Saloon Chassis no. SCFTMDCS7FGS50018 », sur cars.bonhams.com (consulté le 11 août 2024)